# Michele Alboreto
Michele Alboreto (Milano, 23 dicembre 1956 – Klettwitz, 25 aprile 2001) è stato un pilota automobilistico italiano.
Campione europeo di Formula 3 nel 1980, trascorse buona parte della carriera in Formula 1, in cui vinse cinque Gran Premi ed in cui sfiorò il titolo mondiale nel 1985. Nel corso della sua carriera nella massima categoria gareggiò per squadre come Tyrrell, Ferrari, Arrows, Lola e Minardi. È l'ultimo italiano ad avere vinto in Formula 1 su Ferrari e a competere per il mondiale piloti di Formula 1 con la Ferrari. Paragonato ad Alberto Ascari, era grintoso ed abile nella messa a punto: sapeva fornire precise e dettagliate indicazioni per migliorare le prestazioni della vettura a ingegneri e meccanici.
Parallelamente alle gare in Formula 1 partecipò a molte competizioni su vetture a ruote coperte aggiudicandosi, oltre ad altre, la 24 Ore di Le Mans del 1997 e la 12 Ore di Sebring del 2001, anno in cui morì al Lausitzring mentre collaudava una Audi R8 Sport. Causa dell'incidente – come conclude l’indagine sullo stesso – non fu un errore del pilota ma la foratura progressiva dello pneumatico posteriore sinistro, il cui cedimento finale innescò la carambola che portò il prototipo tedesco a colpire le barriere a bordo pista, oltrepassarle e capovolgersi sull’altro lato. 

## Carriera

### Gli inizi
Nato a Milano il 23 dicembre 1956 e cresciuto a Rozzano, ebbe un'infanzia tranquilla e dopo aver conseguito il diploma di perito industriale entrò nel mondo del lavoro come dipendente presso un'azienda. Fu attratto dalle corse e fece le sue prime esperienze guidando moto, per passare poi alle auto. Nel 1976 prese parte al campionato di Formula Monza per la Scuderia Salvati, su una vettura da lui  costruita con alcuni amici. Non ottenne risultati rilevanti al suo primo anno, ma il suo team lo sostenne, aiutandolo nel passaggio in Formula Italia nel 1978. Grazie al supporto della squadra di Mario Simone Vullo ottenne una vittoria concludendo quarto in classifica generale piloti. Questi risultati gli permisero di esordire, a fine stagione, in una gara di Formula 3, in cui gareggiò negli anni seguenti.
Nel 1979 Giampaolo Pavanello lo ingaggiò come pilota ufficiale della sua scuderia Euroracing per gareggiare nel Campionato Italiano di Formula 3, dove affiancò il più esperto Piercarlo Ghinzani, che Alboreto ammirava molto. Già al primo anno fu secondo, dietro al compagno di squadra. Contemporaneamente partecipò al Campionato Europeo di Formula 3 nel 1979, a bordo di un Euroracing-Alfa Romeo con la quale conquistò il titolo di campione d'Europa l'anno seguente nonostante una vettura considerata non all'altezza, ma che invece risultò vincente. Notato da Cesare Fiorio, l'anno stesso fu inserito nel programma sportivo della Lancia, con cui corse alcune gare nel Campionato del Mondo Sport Prototipi e a cui si sarebbe dedicato negli anni successivi guidando per la Martini. Parallelamente continuò i suoi impegni sulle vetture a ruote scoperte, disputando nel 1981 il Campionato Europeo di Formula 2 su Minardi, con cui vinse la gara di Misano.

### Endurance

Una Lancia Beta Montecarlo Turbo al Mugello 1980, identica a quella di Alboreto.

Nel 1980, definitivamente ingaggiato dalla Lancia Corse, disputò quattro gare nel Gruppo 5 su Lancia Beta Montecarlo, conquistando il secondo posto alla 1000 km di Brands Hatch in coppia con Eddie Cheever, risultato ripetuto anche alla 6 ore del Mugello ed alla 6 Ore di Watkins Glen.
Per il 1981 confermò il suo impegno nell'endurance, ma corse contemporaneamente in Formula 2 e in Formula 1. Durante la stagione vinse in coppia con Riccardo Patrese la 6 Ore di Watkins Glen e prese parte alla sua prima 24 Ore di Le Mans, giungendo ottavo, miglior risultato della scuderia, e secondo nella classe del Gruppo 5. Fu squalificato alla 6 Ore del Mugello dopo che si era classificato terzo per irregolare sostituzione del cambio da parte della squadra.
L'introduzione della Lancia LC1 nella stagione 1982 portò ad Alboreto i migliori risultati in questa categoria, nonostante alcuni iniziali problemi di affidabilità. Riuscì infatti ad imporsi alla 1000 km di Silverstone, alla 1000 km del Nürburgring e alla 6 Ore del Mugello. Questa vittoria lo proiettò in testa al mondiale a due gare dal termine, ma a causa di due incidenti consecutivi terminò al quinto posto in classifica.
Il 1983 fu l'ultimo anno trascorso da Alboreto nell'Endurance, prima di dedicarsi completamente alla Formula 1. La nuova Lancia LC2, sebbene mostrasse una discreta competitività, non era affidabile e Alboreto raccolse solo due punti alla 1000 km di Monza.

### Formula 1

#### Gli anni in Tyrrell (1981-1983)
1981

Alboreto, nel suo debutto a Imola.

Grazie ai buoni risultati ottenuti nelle formule minori e all'intercessione del conte Zanon, amico di Ken Tyrrell, debuttò in Formula 1 nel 1981. All'esordio, nel Gran Premio di San Marino, si qualificò diciassettesimo, davanti al compagno di squadra Eddie Cheever, e fu autore di una buona gara, fin quando non fu tamponato da Beppe Gabbiani, durante un tentativo di sorpasso. La scarsa competitività ed affidabilità del mezzo impedirono ad Alboreto di ottenere risultati utili: per due volte non riuscì a qualificarsi e non andò mai oltre un nono posto, ottenuto al Gran Premio d'Olanda. Concluse la sua prima stagione in Formula 1 senza aver conquistato punti.
1982

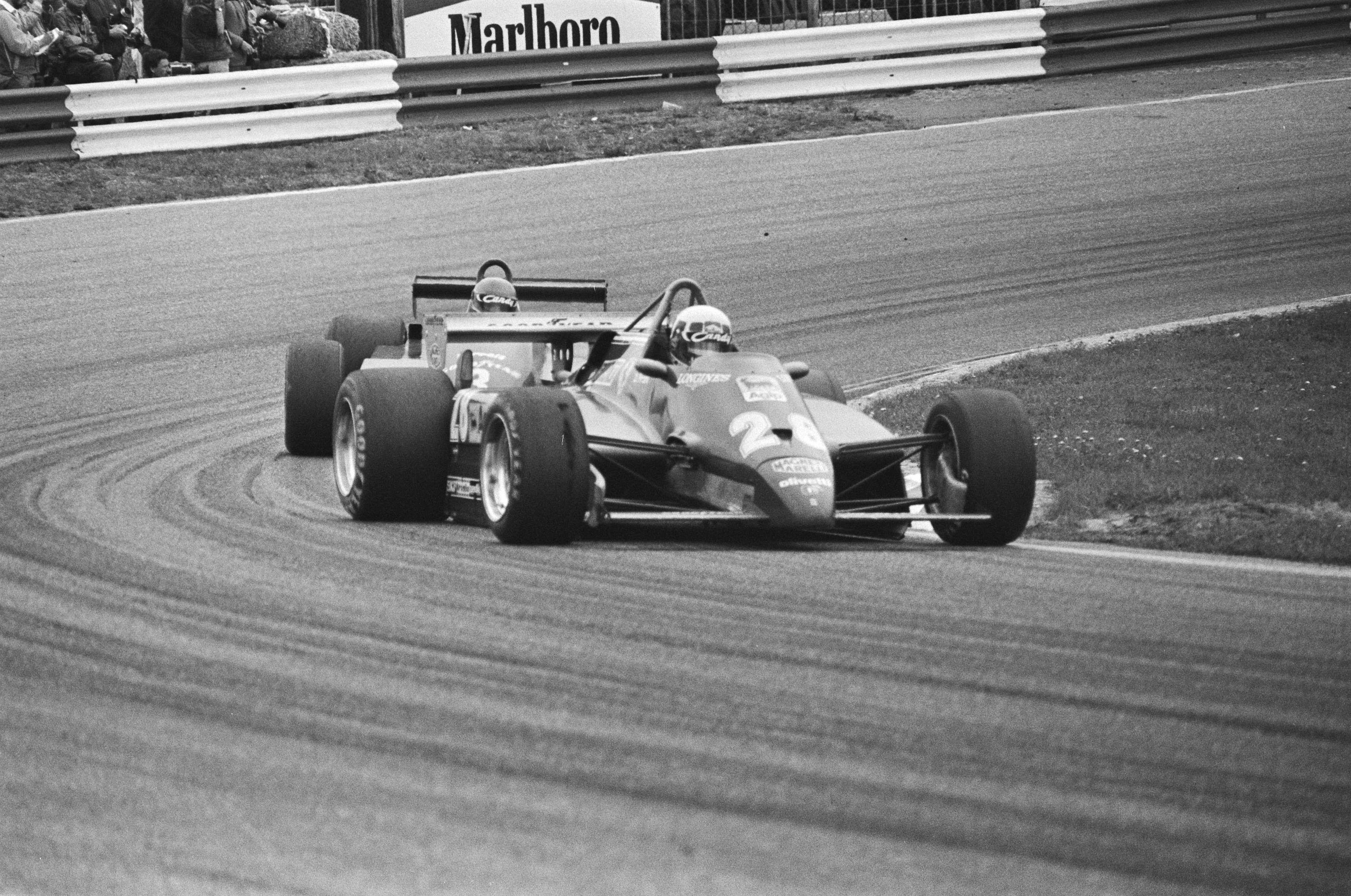
Alboreto insegue Didier Pironi al Gran Premio d'Olanda 1982.

Per il 1982 Alboreto fu confermato alla Tyrrell. Dopo aver sfiorato i punti in Sudafrica, giunse sesto in Brasile. Il risultato venne commutato in un quarto posto per la squalifica di Keke Rosberg e Piquet, ufficializzata due settimane più tardi. L'italiano replicò il medesimo piazzamento a Long Beach. Intanto andava acuendosi lo scontro tra FISA e FOCA, portando i team affiliati a quest'ultima a boicottare il Gran Premio di San Marino. La scuderia inglese decise comunque di partecipare, soprattutto per non perdere il sostegno dei propri sponsor. In gara Alboreto giunse terzo, ma si dichiarò comunque insoddisfatto per la facilità con cui il piazzamento era stato ottenuto, con appena quattordici vetture al via e cinque al traguardo. La buona serie di risultati lo catapultò all'attenzione di diverse scuderie, ma Ken Tyrrell non era disposto a privarsene, se non per cifre elevate.
La parte centrale della stagione riservò poche soddisfazioni al pilota milanese e solo al Gran Premio di Francia riuscì a ottenere un sesto posto, seguito da una quarta piazza alla successiva corsa. Alla vigilia dell'appuntamento monzese, Enzo Ferrari riservò al pilota parole di stima sia dal lato professionale sia da quello umano, assicurandogli un posto nella sua squadra per il 1984. Alboreto, rimasto colpito, ringraziò il costruttore, ma affermò di doversi soprattutto concentrare sulla stagione in corso. Due settimane più tardi, al Gran Premio di Las Vegas, colse il primo successo in carriera che gli permise di piazzarsi ottavo in classifica piloti con venticinque punti ottenuti.
1983

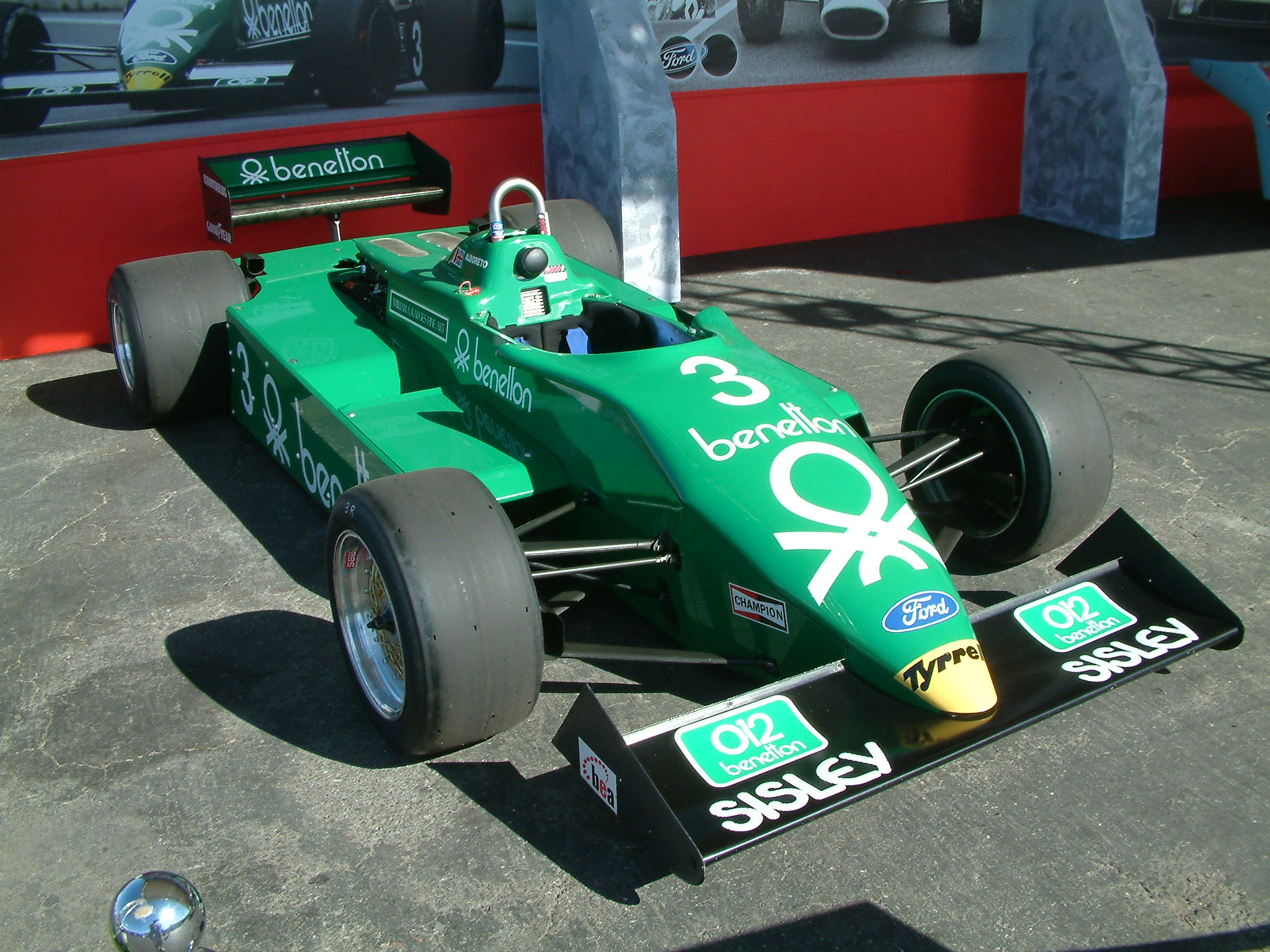
La Tyrrell 011 con cui Alboreto vinse a Detroit.

Nel 1983 la Tyrrell poté avvalersi di budget sostanziosi grazie al nuovo sponsor Benetton. Lo stesso proprietario del team si dichiarò parecchio ottimista, lodando Alboreto e affermando che avrebbe potuto lottare per la vittoria del titolo mondiale. Nei fatti, però, la monoposto si dimostrò ben poco competitiva, soffrendo soprattutto il fatto di non avere un motore turbo, ma un aspirato, inferiore alla concorrenza. La Cosworth stessa, che forniva i propulsori, cercò di ovviare all'inconveniente affidando ad Alboreto un nuovo motore più potente, ma i risultati non migliorarono. Solamente nei circuiti più lenti Alboreto riuscì a esprimersi su alti livelli. A Long Beach avrebbe potuto lottare per la vittoria, ma venne coinvolto in un contatto con Jean-Pierre Jarier che non gli permise di andare oltre il nono posto.
A Detroit, invece, complice una giusta scelta di gomme e la conformazione della pista, adatta al suo propulsore, riuscì a centrare il suo unico successo stagionale, pur rimanendo un episodio isolato. Questa vittoria lo rilanciò comunque nel mercato piloti, tanto che Alboreto affermò di avere contatti con diversi team per il campionato seguente. Pareva sempre più vicino un ingaggio da parte della Ferrari, che già seguiva il pilota da diverso tempo. Intanto la stagione proseguì senza ulteriori acuti, nonostante l'introduzione di una nuova vettura, la Tyrrell 012, che non gli permise di andare oltre un sesto posto al Gran Premio d'Olanda. A settembre gli venne assegnato il Premio Varzi, destinato al pilota italiano più promettente, e alla fine del mese fu ufficializzato il suo passaggio alla Ferrari. Conclusi gli ultimi Gran Premi venendo sempre costretto al ritiro, Alboreto chiuse la stagione al dodicesimo posto con dieci punti ottenuti.

#### Il passaggio in Ferrari (1984-1988)
1984

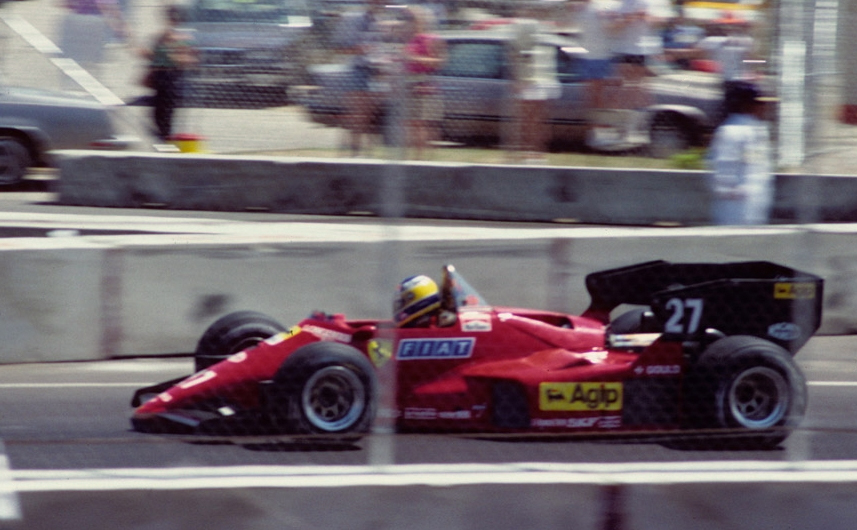
Alboreto con la Ferrari 126 C4 a Dallas nel 1984

Le sue buone prestazioni gli valsero dunque la chiamata alla Casa di Maranello nel 1984 e la stima da parte di Enzo Ferrari. Nonostante i buoni risultati ottenuti durante i test invernali e le elevate aspettative del pilota la stagione si rivelò nel complesso deludente. Al primo appuntamento mondiale riuscì comunque a partire in prima fila, ma fu fermato dopo pochi giri per un guasto alla sua monoposto. La sua breve prova, però, impressionò la stampa specializzata e lo stesso Alboreto si dichiarò ottimista per il prosieguo del campionato.
Ben diversa la situazione in Sudafrica, dove, complice la mancanza di velocità di punta della vettura, non riuscì mai a lottare per le prime posizioni, concludendo la gara con un ritiro. Solamente al Gran Premio del Belgio la Ferrari si dimostrò superiore alla concorrenza. Dopo una deludente qualifica al venerdì, il sabato Alboreto riuscì a ottenere la pole position, migliorando il suo tempo sul giro di circa quattro secondi, nonostante fossero state fatte solo piccole modifiche alla monoposto. In gara vinse agevolmente, diventando il primo italiano a vincere al volante di una Ferrari dal 1966, quando Ludovico Scarfiotti vinse il Gran Premio d'Italia.
Nel prosieguo dell'annata, complici anche le prestazioni degli pneumatici Goodyear, non fu in grado di conquistare altri successi. A Imola e in Francia fu infatti costretto al ritiro. A Monaco la situazione sembrò migliorare grazie anche ad una conformazione del circuito particolarmente adatta alla 126 C4 e fin dalle prime prove Alboreto risultò competitivo. Dopo essere partito in quarta posizione, in una gara svoltasi sotto un intenso diluvio, colse solo un settimo posto, poi tramutato in sesto per la squalifica delle Tyrrell da tutte le competizioni stagionali dopo il Gran Premio di Detroit, che gli valse, però, appena mezzo punto perché la corsa venne sospesa senza che fosse stato coperto almeno il 75% dei giri previsti. L'italiano si dichiarò comunque fiducioso e attribuì il risultato alla sua eccessiva irruenza e al meteo sfavorevole. A dispetto di ciò le prestazioni della monoposto non migliorarono e Alboreto era spesso vittima di guasti.
Dopo il Gran Premio degli Stati Uniti-Est, la Ferrari annunciò il rinnovo del contratto per entrambi i piloti e si impegnò a mettere in pista una vettura modificata. In Austria vennero infatti portati due differenti modelli. A dispetto di ciò si evidenziarono solo piccoli progressi in prova, mentre in gara Alboreto, nonostante fosse debilitato a causa della febbre, riuscì a cogliere il terzo posto, favorito pure dal ritiro di alcuni dei suoi concorrenti. A Monza esordì nelle prove il nuovo modello M2, ma in gara fu utilizzata la vecchia vettura e il milanese colse il secondo posto. Identico risultato venne replicato pure al Nürburgring, mentre in Portogallo giunse quarto. A fine stagione concluse quindi al quarto posto in classifica piloti con 30,5 punti.
1985

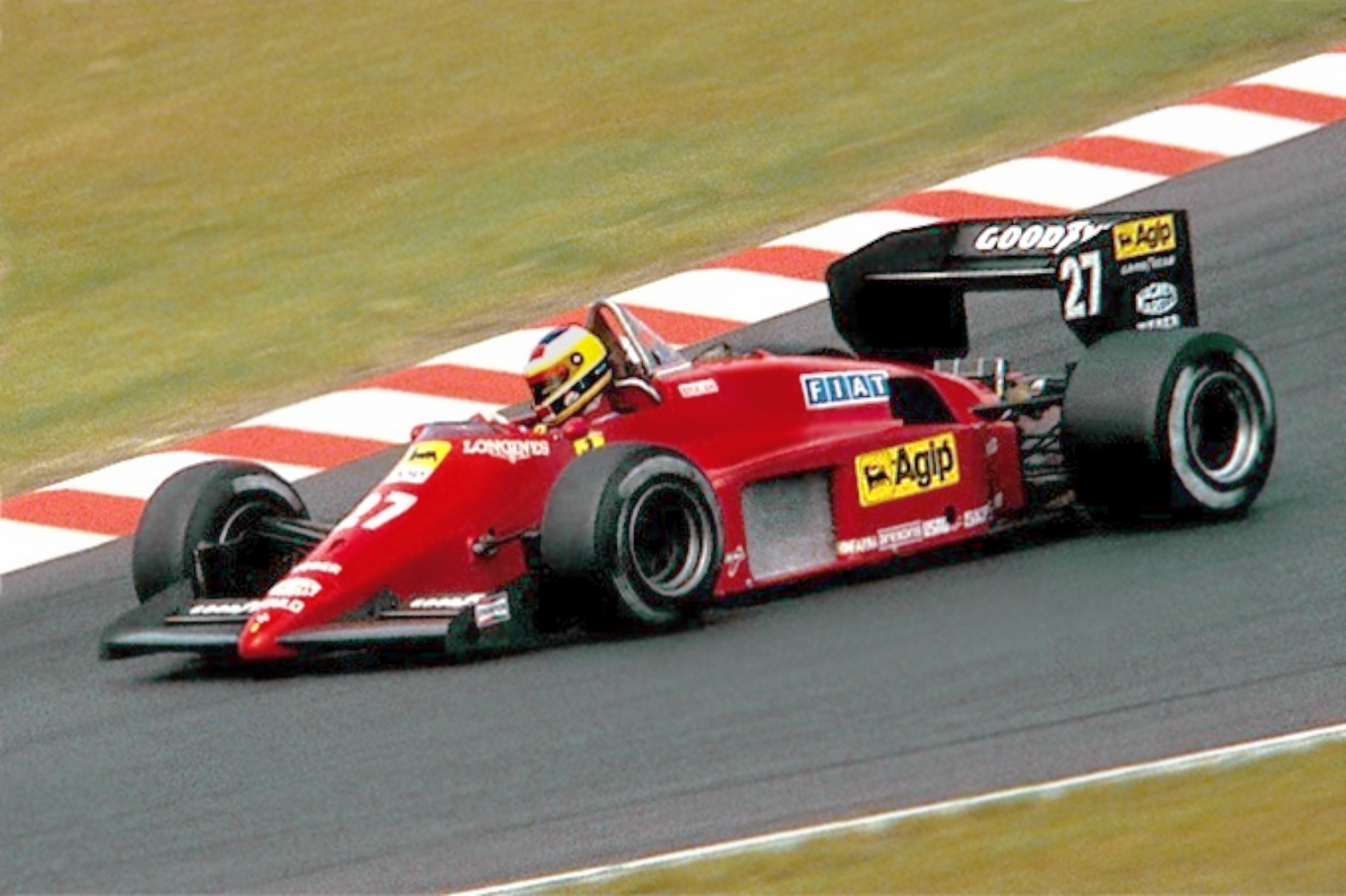
Michele Alboreto con la Ferrari 156-85 al Nürburgring nel 1985. Quella del Gran Premio di Germania fu la sua ultima vittoria in carriera

Le premesse per il 1985 erano incoraggianti: la nuova 156-85, nonostante evidenziasse alcune difficoltà sulle piste più sconnesse a causa del telaio abbastanza rigido, si dimostrò competitiva e veloce. Gli stessi test invernali avevano evidenziato la bontà del progetto ed Alboreto ottenne tempi lusinghieri. La stagione visse, nel complesso, di un lungo testa a testa con Prost, conclusasi a favore del francese anche a causa di un calo di affidabilità della Ferrari nelle ultime gare.
Nelle prime prove i risultati furono confortanti: in Brasile riuscì a conquistare la pole position e non salì sul gradino più alto del podio solo per un contatto con Nigel Mansell che aumentò l'usura di uno pneumatico, non permettendogli di andare oltre la seconda posizione. La settimana successiva, intanto, veniva licenziato René Arnoux, sostituito da Stefan Johansson. In Portogallo nonostante nelle prove la vettura avesse evidenziato difficoltà di assetto e risultasse molto difficile da guidare, in gara Alboreto, sotto una pioggia intensa, conquistò nuovamente la piazza d'onore e si portò in testa al mondiale, prima volta per un pilota italiano dal 1958.
Lui stesso però invitò a contenere gli entusiasmi in quanto riteneva necessarie ulteriori modifiche e migliorie alla monoposto per potere avere la meglio sugli avversari alla guida di Lotus e McLaren. Dopo un ritiro nel rocambolesco Gran Premio di San Marino, in cui ottenne comunque il giro più veloce, a Monaco concluse di nuovo secondo, dopo aver visto sfumare la vittoria per una foratura e un'uscita di pista dovuta a una macchia d'olio non segnalata. Lo stesso Prost, che lo aveva raggiunto in classifica piloti si complimentò con il milanese per la prestazione e affermò di aver avuto fortuna. Due settimane dopo avrebbe dovuto svolgersi il Gran Premio del Belgio, poi rinviato a settembre in quanto l'asfalto si sbriciolava al passaggio delle vetture creando una situazione di pericolo per i piloti. Chi uscì maggiormente danneggiato dalle inadempienze degli organizzatori fu proprio Alboreto che aveva fatto registrare la pole position e risultava essere il più competitivo.
In Canada ottenne la prima vittoria stagionale (la novantesima per la Ferrari), giungendo primo davanti al compagno di squadra Johansson e riprese la testa del campionato, rafforzando ulteriormente la sua leadership con un terzo posto a Detroit. Il ritorno in Europa vide la McLaren riguadagnare competitività al contrario della Ferrari, afflitta da problemi al motore. Alboreto riuscì comunque a concludere secondo in Gran Bretagna, mentre in Germania fu autore di una tra le sue migliori prestazioni in carriera, recuperando dall'ottavo al primo posto e imponendosi davanti al rivale Prost. Questa sarà però l'ultima vittoria per Alboreto durante la stagione, nonché la sua ultima vittoria in carriera e l'ultima per un pilota italiano al volante di una Ferrari e di una vettura italiana in generale.
Dopo aver corso in difesa in Austria e Olanda, la sua vettura ebbe un brusco calo di affidabilità, dovuto all'introduzione di un nuovo motore. Quest'ultimo presentava problemi di surriscaldamento dovuti a un inadeguato impianto di recupero dell'olio e cominciarono a sorgere problemi alle turbine. Alboreto, infatti, nelle ultime cinque gare non riuscì più a raggiungere la zona punti, venendo sempre costretto al ritiro. Prost conquistò, quindi, il titolo iridato, con 20 punti di vantaggio sul pilota italiano della Ferrari.
1986

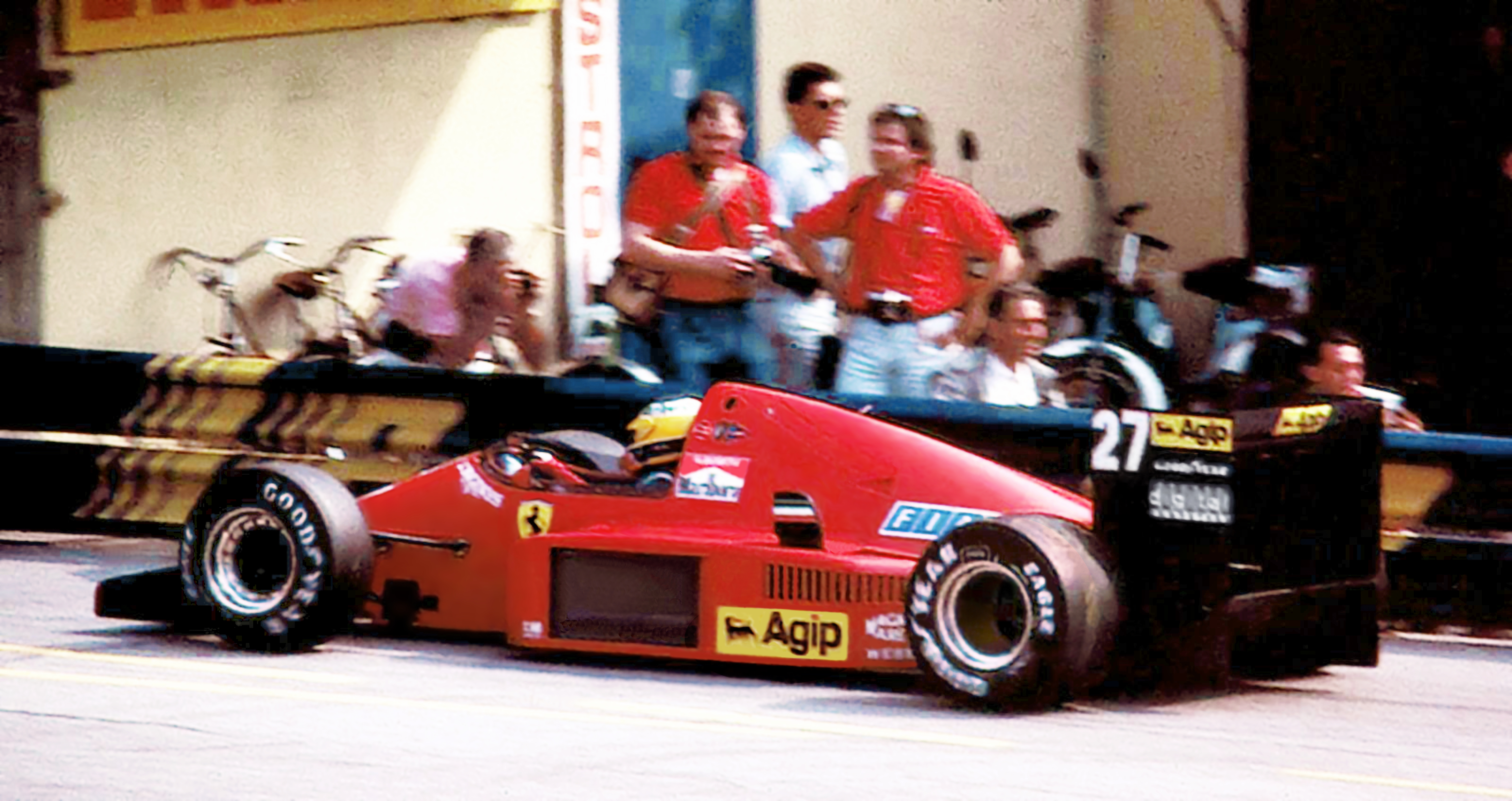
Alboreto fermo nei box durante il Gran Premio d'Italia 1986

Alboreto aprì la sua stagione 1986 annunciando di non avere obiettivi predeterminati e di puntare semplicemente a ottenere i risultati migliori possibili. Nei test invernali la stessa Ferrari fece girare i propri piloti con la vettura dell'anno precedente, ottenendo tempi più lenti di Williams e McLaren, dirette concorrenti al titolo, e l'ufficio stampa della casa di Maranello rilasciava dichiarazioni in linea con quelle del pilota milanese. Questo atteggiamento stupì parecchio addetti ai lavori e le altre scuderie di vertice.
A inizio marzo venne presentata la nuova F1-86, che all'esordio al Gran Premio del Brasile aveva avuto pochi collaudi sul circuito di Fiorano ed Alboreto stesso affermò di non poter fare una previsione sul comportamento della monoposto in gara. Nelle prove libere il milanese fu protagonista di uno spettacolare incidente, dal quale comunque uscì illeso, a causa di una collisione con la vettura di Patrick Tambay, in seguito al quale la sua Ferrari si sollevò ricadendo più volte a terra. In gara fu costretto al ritiro per un guasto all'impianto della benzina. Problemi di affidabilità e di aderenza, a cui un motore potente non riusciva a supplire, rappresentarono infatti un limite sia per Alboreto sia per il suo compagno di squadra Stefan Johansson. Nonostante l'impegno del pilota milanese, che a Imola fu costretto al ritiro a quattro giri dalla fine mentre occupava la terza piazza e a Monaco si prese diversi rischi in qualifica pur di partire tra in una buona posizione, i primi punti arrivarono solo al Gran Premio del Belgio con un quarto posto.
Intanto la Ferrari individuò come causa dei continui guasti al motore le turbine prodotte dalla casa tedesca KKK, programmandone la sostituzione con le Garrett. Proprio nel fine settimana di Spa il milanese venne riconfermato con il ruolo di prima guida anche per il 1987. Il buon risultato ottenuto in Belgio venne, però, seguito da una pessima prestazione in Canada, portando a un altissimo momento di tensione in squadra, con Alboreto che sbottò più volte, complici quattro rotture del propulsore nella sola giornata di venerdì. In gara riportò anche un contusione al ginocchio destro a seguito di un testacoda per evitare Johansson. Rientrate le tensioni si dichiarò comunque fiducioso per il prosieguo della stagione e desideroso di rimanere in Ferrari, nonostante voci insistenti di un passaggio alla Williams per il 1987.
Continui guasti meccanici ed episodi sfortunati continuarono a colpirlo fino al termine del Campionato, con l'eccezione del Gran Premio d'Austria dove riuscì a conquistare il secondo posto, che fu il suo miglior risultato dell'anno. A seguito di questo piazzamento ammise che si trattò di una grande iniezione di fiducia. Seguì un quinto posto in Portogallo. A fine stagione fu nono nella classifica piloti con quattordici punti.
1987

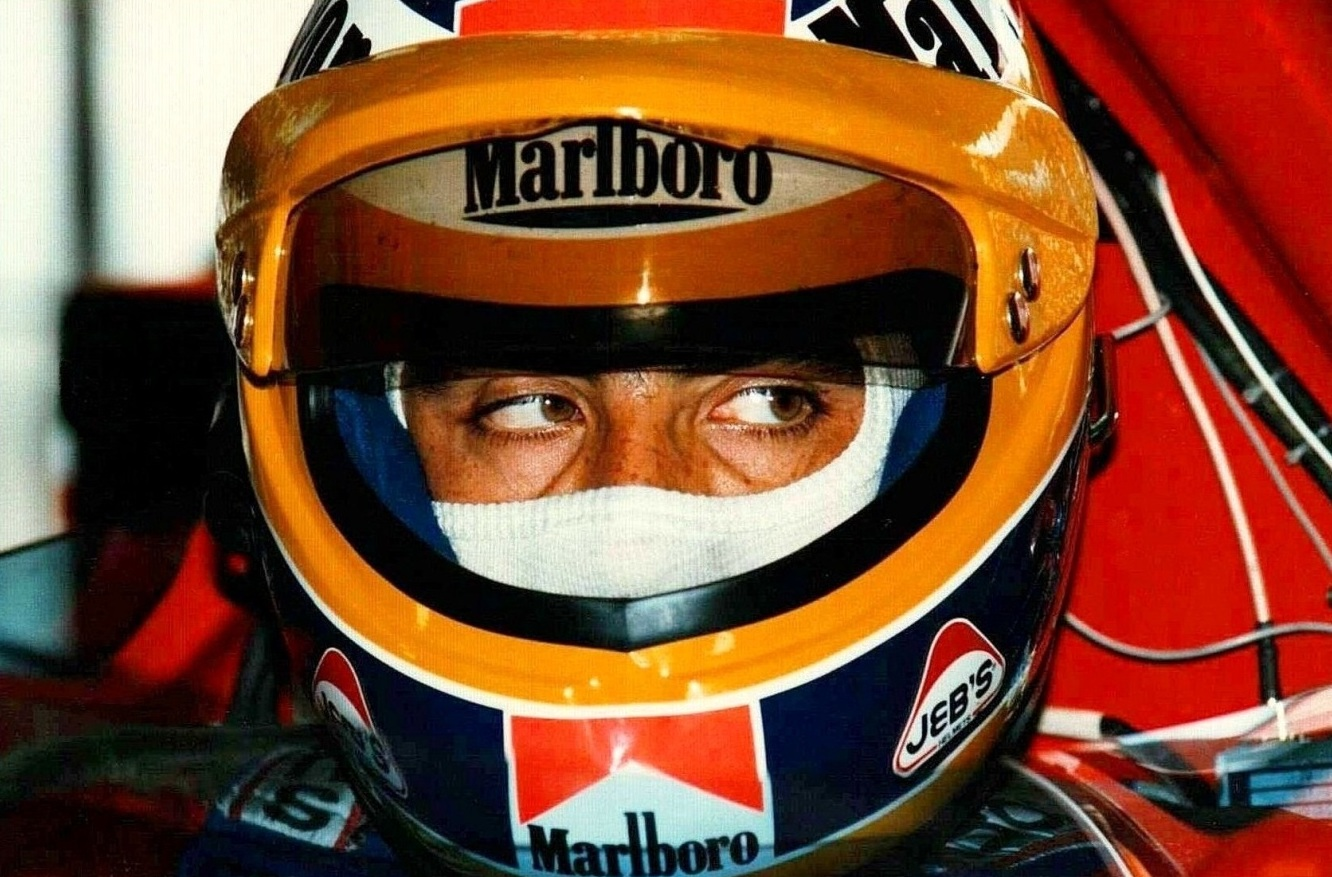
Michele Alboreto nel 1987

Per la nuova stagione la Ferrari ingaggiò come compagno di squadra di Alboreto l'austriaco Gerhard Berger. Il rapporto tra i due, inizialmente, non fu buono. Nonostante Alboreto venisse considerato prima guida, John Barnard, progettista della squadra, decise di curare direttamente soltanto la monoposto dell'austriaco. I primi test, però, non parvero dare risultati confortanti visto che Williams e Lotus fecero registrare tempi nettamente inferiori; inoltre venne riscontrato un rilevante problema all'impianto frenante, che non entrava in azione se sottoposto a sforzo. In Brasile, a causa dell'eccessiva usura degli pneumatici e di problemi alla sua vettura, uscì di pista a tre giri dalla fine mentre lottava con Berger per il quarto posto.
Già dal primo appuntamento mondiale, però, divenne evidente la preferenza di Barnard nei confronti del compagno di squadra di Alboreto, ponendo l'italiano in un ruolo di secondo piano. Nonostante ciò a Imola riuscì a mettersi in mostra, grazie soprattutto a una buona strategia e a un lungo duello con Ayrton Senna, concludendo terzo anche se negli ultimi venti giri un problema a una valvola del motore non gli permise di ottenere un risultato più prestigioso. I progressi velocistici vennero confermati anche in Belgio; dopo essersi qualificato quinto, stava occupando la seconda posizione e recuperando sul leader della corsa Nelson Piquet, sebbene fosse pressato da Prost, quando, però, venne costretto al ritiro per un cedimento al motore.

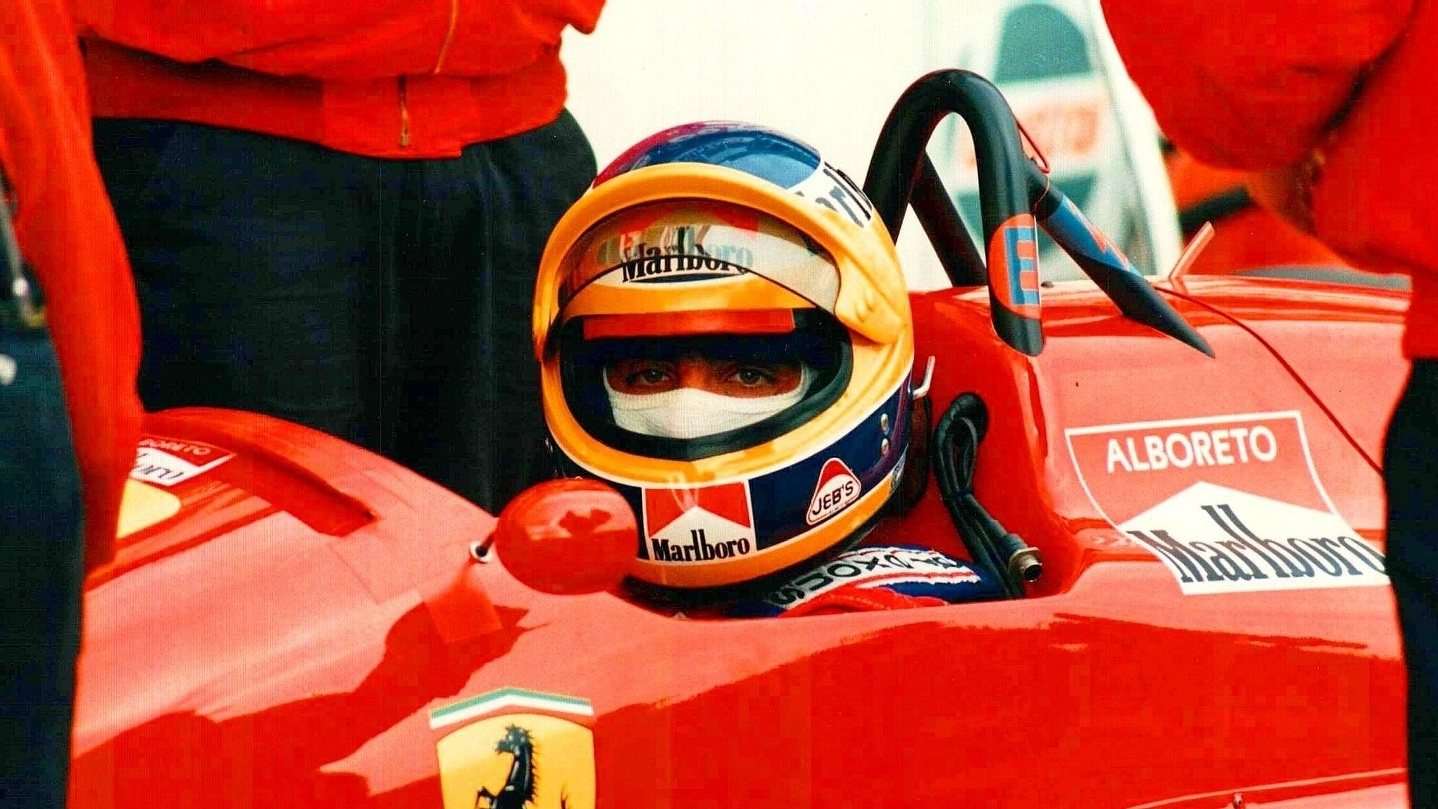
Michele Alboreto nell'abitacolo della Ferrari F1-87

Il milanese, seppure estremamente deluso dal cedimento sulla sua vettura in quanto intravedeva la possibilità di ottenere un risultato importante, riconobbe la bontà del progetto della monoposto. A Monaco, invece, fu protagonista di un incidente con Christian Danner durante le prove in cui la sua vettura, dopo essere salita su un guard rail, compì diverse giravolte spezzandosi in varie parti. Uscito illeso dallo scontro riuscì a prendere il via alla gara, che concluse al terzo posto.
Dopo Montecarlo Alboreto fu costretto a una lunga serie di ritiri, tra cui quello in Ungheria, avvenuto mentre occupava la seconda posizione. Proprio durante l'appuntamento magiaro, secondo il pilota le prestazioni della vettura segnarono un buon miglioramento. Durante l'estate gli venne rinnovato il contratto con la squadra di Maranello, nonostante si fossero succedute voci di un suo abbandono causate anche dal miglior trattamento ricevuto dal compagno di team da parte della scuderia. Soltanto al Gran Premio del Giappone riuscì a concludere nuovamente una gara in zona punti e, all'ultimo appuntamento mondiale ottenne un secondo posto, suo miglior risultato della stagione, dovuto anche alla squalifica di Senna, a causa delle prese d'aria dei freni, ritenute irregolari. Concluse quindi il campionato settimo con 17 punti ottenuti.
1988

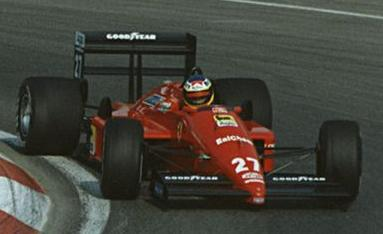
Alboreto con la Ferrari F1-87/88C al Gran Premio del Canada del 1988

Per il 1989 la FIA decise di bandire i motori turbo. La Ferrari preferì quindi concentrarsi sulla stagione successiva, facendo correre per il 1988 la vettura dell'anno precedente con alcune piccole modifiche. Nonostante ciò la casa di Maranello era considerata tra le favorite nella lotta per il titolo e gli stessi test invernali sembrarono dare ottime indicazioni. Nei fatti, però, la stagione venne dominata dalla McLaren, con i piloti Ayrton Senna e Alain Prost in grado di aggiudicarsi quindici gare su sedici. Dal canto suo Alboreto cominciò l'anno con un quinto posto in Brasile, ma si lamentò, così come Berger, per la resa del motore, risultato molto più lento delle aspettative. I medesimi problemi vennero poi confermati anche durante un test sul circuito di Monza.
Dopo un ritiro a Imola in una gara travagliata, il pilota italiano tornò sul podio a Monaco, ma ammise di non poter lottare per la vittoria in gara vista la netta superiorità dei rivali, a meno che questi non si fossero ritirati. Già dopo il Gran Premio del Messico, concluso in quarta posizione, si diffuse la voce di un possibile arrivo di Nigel Mansell in Ferrari, proprio al posto del milanese; le sue prestazioni, infatti, risultavano inferiori a quelle del compagno di squadra, problemi riconosciuti dallo stesso pilota, che affermò di avere difficoltà a guidare la vettura in quanto questa mancava di equilibrio. Agli inizi di luglio venne confermato l'arrivo di Mansell per la stagione successiva, anche se Enzo Ferrari era comunque disposto, nel caso Alboreto lo avesse voluto, a rinnovargli il contratto.

Alboreto sul podio del Gran Premio d'Italia 1988, assieme all'altro ferrarista Berger e a Cheever.

Pochi giorni dopo, al Gran Premio di Gran Bretagna le vetture di Maranello riuscirono in qualifica a battere le McLaren, monopolizzando la prima fila. In gara, però, l'eccessivo consumo di carburante mise in difficoltà entrambi i piloti e Alboreto, ormai costretto a posizioni di rincalzo, tentò di montare le gomme d'asciutto nella speranza che la pista si asciugasse, ma la scelta si rivelò errata e non riuscì a ottenere alcun risultato. Intanto prese anche contatti con Frank Williams che gli assicurò un posto nella sua scuderia per il 1989, pregandolo però di attendere alcuni mesi per intraprendere le trattative. A settembre, però, il costruttore inglese non mantenne la parola data ingaggiando Thierry Boutsen, lasciandolo in una situazione difficile e senza un ingaggio per l'anno seguente. Nel prosieguo della stagione l'unico acuto arrivò al Gran Premio d'Italia: a meno di un mese dalla morte di Enzo Ferrari, grazie ai ritiri di Senna e Prost, la Ferrari centrò la sua unica doppietta stagionale con Berger davanti ad Alboreto.
L'evento decisivo della gara avvenne nel finale dopo che Alboreto, in terza posizione, cominciò a forzare il ritmo e spingendo Berger a fare altrettanto, da lì a poco il battistrada Senna, a cui si stavano avvicinando le Ferrari, si ritirò per una collisione con un doppiato e Alboreto finì la gara a circa mezzo secondo da Berger. L'italiano sperava, però, di essere ricompensato dalla sua scuderia per il lavoro svolto nei suoi cinque anni a Maranello con la vittoria della gara, cosa che non avvenne. L'ultimo risultato utile della stagione arrivò con un quinto posto in Portogallo, dopodiché seguirono due ritiri e un undicesimo posto. A fine anno riuscì ad accordarsi con la Tyrrell, unica scuderia in grado di assicurargli un posto per la stagione seguente.

#### Cambi di scuderia e passaggio alla Arrows (1989-1992)
1989

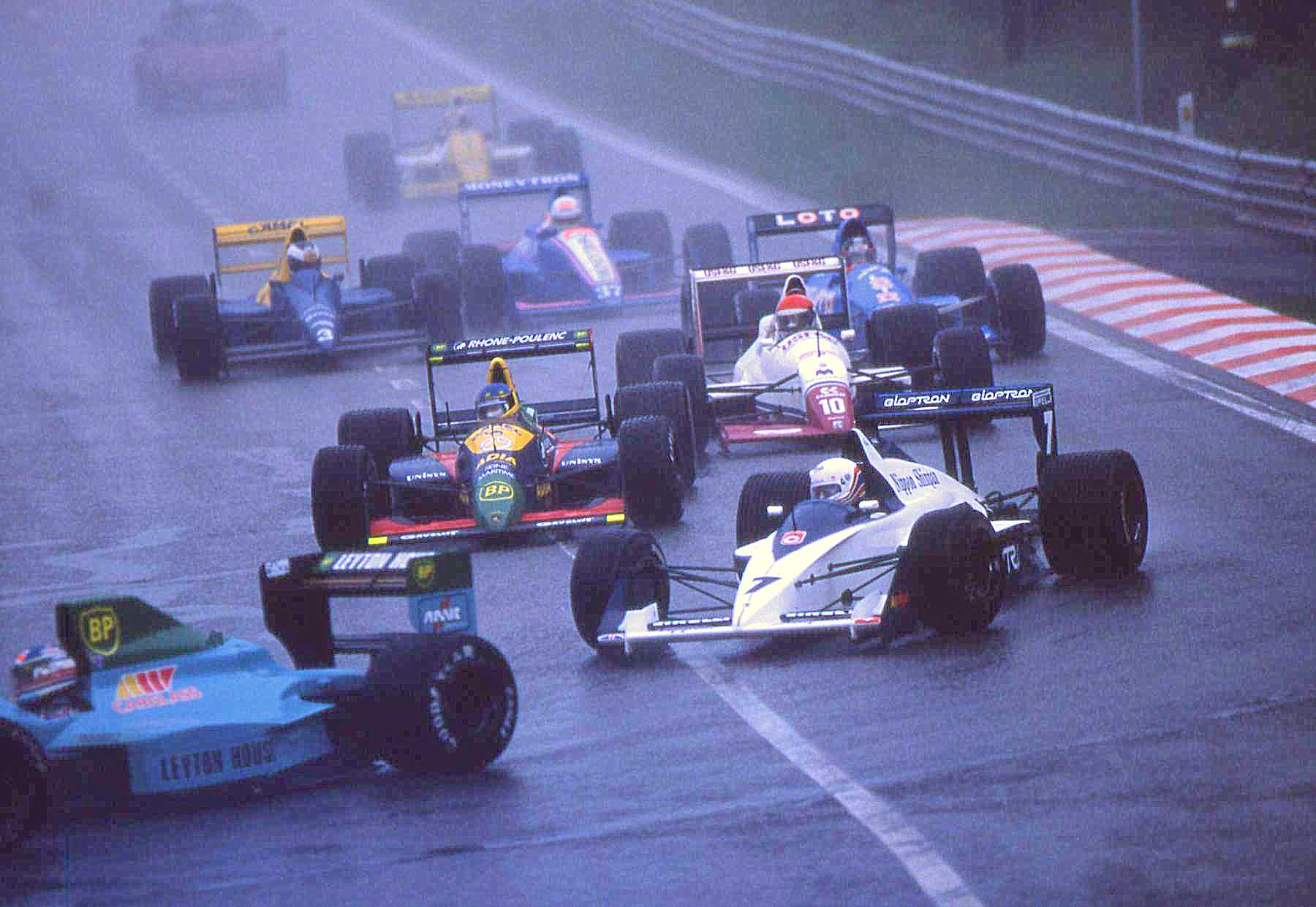
Alboreto, alla guida della sua Larrousse, impegnato nelle prime fasi del Gran Premio del Belgio 1989

Archiviata l'esperienza ferrarista, Alboreto si accordò per disputare la stagione 1989 con la Tyrrell. Non mancò, però, di riservare aspre critiche a John Barnard, progettista della sua precedente squadra, accusandolo di aver estromesso collaboratori sgraditi dalla progettazione della vettura del 1988 e di utilizzare un metodo di lavoro poco produttivo. Il team inglese stava attraversando un periodo di difficoltà economica, tanto che a inizio stagione non era ancora stato trovato uno sponsor e la realizzazione della vettura procedeva a rilento. Alboreto, infatti, non aveva eseguito alcun test e faticava anche solo a entrare nella monoposto dell'anno precedente che sarebbe stata usata nelle prime gare. I risultati iniziali furono infatti deludenti e caratterizzati da diversi problemi meccanici.
A Monaco il milanese si rifiutò anche di prendere parte alle prime prove in segno di protesta contro il suo team per avergli nuovamente destinato la vettura dell'anno precedente, affidando il nuovo modello al compagno di squadra. Non appena ebbe anch'egli a disposizione un mezzo aggiornato riuscì a qualificarsi e a cogliere i primi due punti stagionali. I progressi vennero confermati anche in Messico: in qualifica Alboreto si classificò settimo e non mancò di lodare Harvey Postlethwaite, progettista della scuderia, per la competitività della vettura che gli aveva messo a disposizione. In gara fu a lungo protagonista di un duello con Patrese per la seconda piazza, giungendo infine al terzo posto.
Nonostante ciò la situazione della Tyrrell era sempre più critica e il pilota stesso confermò l'impossibilità di eseguire qualsiasi tipo di test per la mancanza di finanziamenti. Dopo il Gran Premio del Canada, però, Ken Tyrrell firmò un contratto di sponsorizzazione con la Camel imponendo ad Alboreto, sostenuto dalla Marlboro, di cambiare anch'egli sponsor, cosa che il pilota milanese rifiutò di fare. A seguito di ciò il milanese venne messo fuori squadra, inizialmente per due gare, e accusò il costruttore di non aver rispettato il contratto, avviando un'azione legale. La separazione tra team e pilota venne ufficializzata definitivamente a metà luglio e il suo posto venne preso dal debuttante Jean Alesi.
Dopo un paio di settimane riuscì ad accordarsi con la Larrousse per guidare una delle vetture Lola fino a fine stagione, ma la scarsa competitività della monoposto non gli permise di ottenere nessun risultato di rilievo, portandolo a fallire anche la qualificazione nelle ultime tre gare. Fin da settembre Alboreto allacciò i contatti con la Arrows per un passaggio alla scuderia inglese per il 1990.
1990
Per 1990 Alboreto passò quindi a guidare le vetture della Arrows, sponsorizzata Footwork. Il finanziatore giapponese, che di fatto controllava la scuderia, strinse con la Porsche un accordo triennale per la fornitura di motori V12 a partire dalla stagione 1991. Per l'anno in corso sarebbero stati, invece, utilizzati i motori Ford. I primi test della nuova vettura cominciarono nella seconda metà del mese di febbraio, accusando un ampio ritardo nei confronti delle scuderie di vertice. I risultati delle prime gare non furono soddisfacenti e il pilota milanese mancò anche due qualificazioni a Imola e Monaco. Anche nel prosieguo del campionato non vi furono miglioramenti e non andò oltre un nono posto ottenuto in Portogallo, chiudendo con zero punti in classifica piloti.
1991

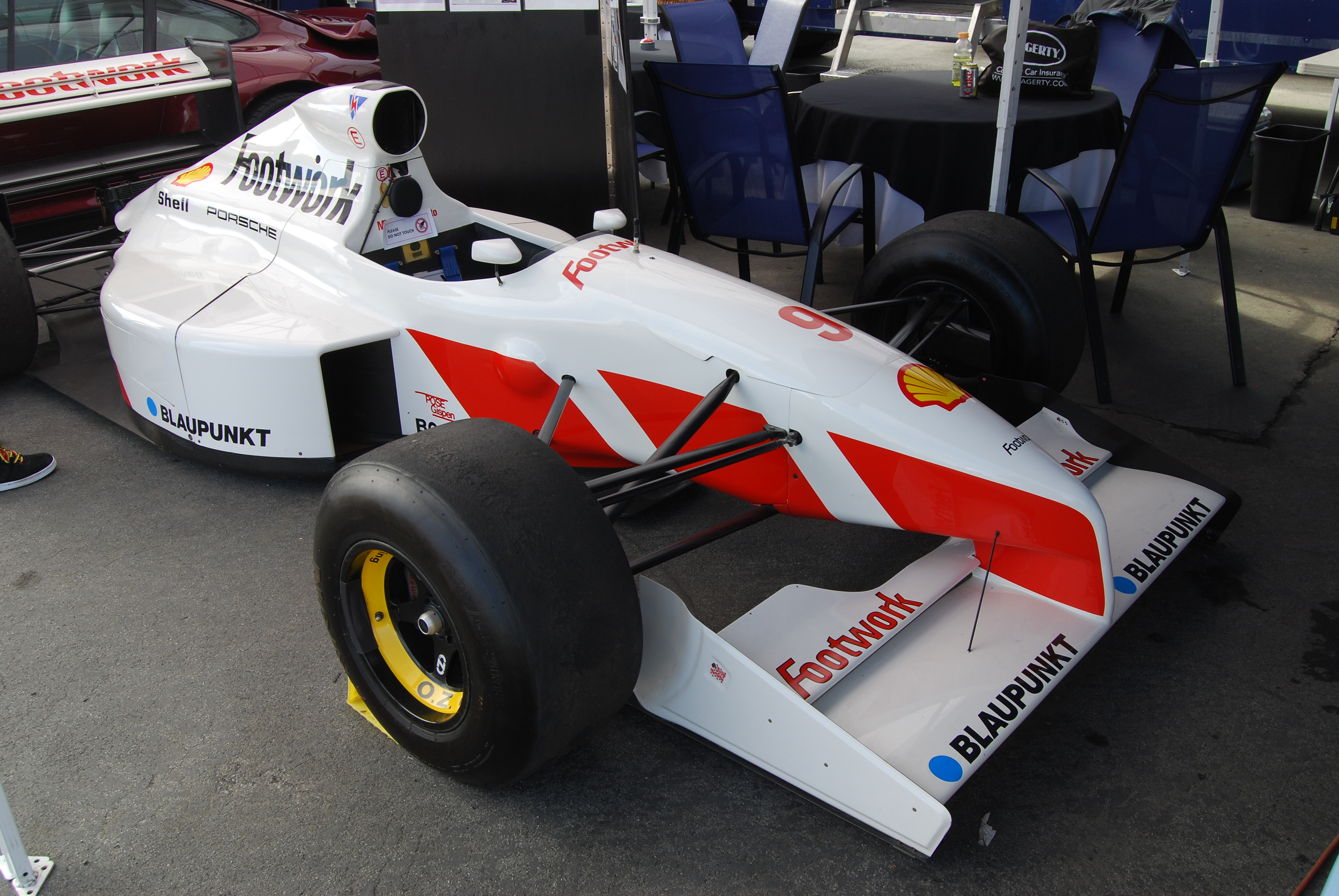
La FA12 utilizzata da Alboreto durante la stagione 1991

Ancora peggiore fu il 1991, con l'adozione del motore Porsche. La casa tedesca fornì infatti alla squadra inglese un motore ingombrante che erogava una scarsa potenza. Alboreto e Caffi, che per alcune gare venne sostituito da Johansson a seguito di un incidente, faticavano anche solo a qualificarsi, tanto che la Footwork Arrows decise, a campionato in corso, di ritornare al propulsore Ford. Durante alcuni test ad aprile, sul circuito di Imola, Alboreto fu anche protagonista di un pauroso incidente mentre testava la nuova FA12; la vettura uscì improvvisamente di pista andando ad impattare sul muro di cemento alla curva Tamburello (lo stesso punto dove Ayrton Senna perderà la vita tre anni dopo) prendendo fuoco per la perdita di carburante, seguito del quale uscì dall'abitacolo zoppicante poiché riportò una ferita alla gamba destra che gli costò quindici punti di sutura. Questo fatto rischiò anche di fargli saltare il Gran Premio di San Marino, che decise alla fine di correre lo stesso seppur dolorante, anche se mancò la qualificazione. A fine stagione riuscì a concludere appena due gare, cogliendo un tredicesimo posto come miglior risultato.
1992
Per il 1992 la Arrows decise di passare ai motori Mugen. Nonostante ciò la stagione partì nuovamente in sordina per Alboreto, costretto a guidare negli ultimi giri del Gran Premio del Sudafrica senza terza e quarta marcia, non riuscendo ad andare oltre il decimo posto. In Brasile conquistò, invece, i suoi primi punti mondiali con un sesto posto, migliorandosi ulteriormente in Spagna, dove giunse quinto. Dopo aver replicato l'identico piazzamento Imola, terzo risultato utile consecutivo, ed essere riuscito a rilanciare la sua immagine, Alboreto affermò comunque di non farsi illusioni sul suo futuro e sul prosieguo della stagione.
A Monaco sfiorò nuovamente la zona punti, mancata soprattutto a causa di un tamponamento da parte della Benetton di Brundle che gli fece perdere un paio di posizioni; concluse infatti al settimo posto, risultato che conseguì per quattro gare consecutive. A fine settembre parve imminente l'ingaggio da parte della Scuderia Italia del pilota milanese per il 1993. L'ultimo risultato stagionale arrivò da un sesto posto in Portogallo che gli permise di chiudere decimo in classifica piloti. Risultò comunque, grazie all'affidabilità della sua monoposto, il pilota che compì più chilometri durante l'anno, arrivando a quota 4.418.

#### Gli ultimi anni (1993-1994)
1993

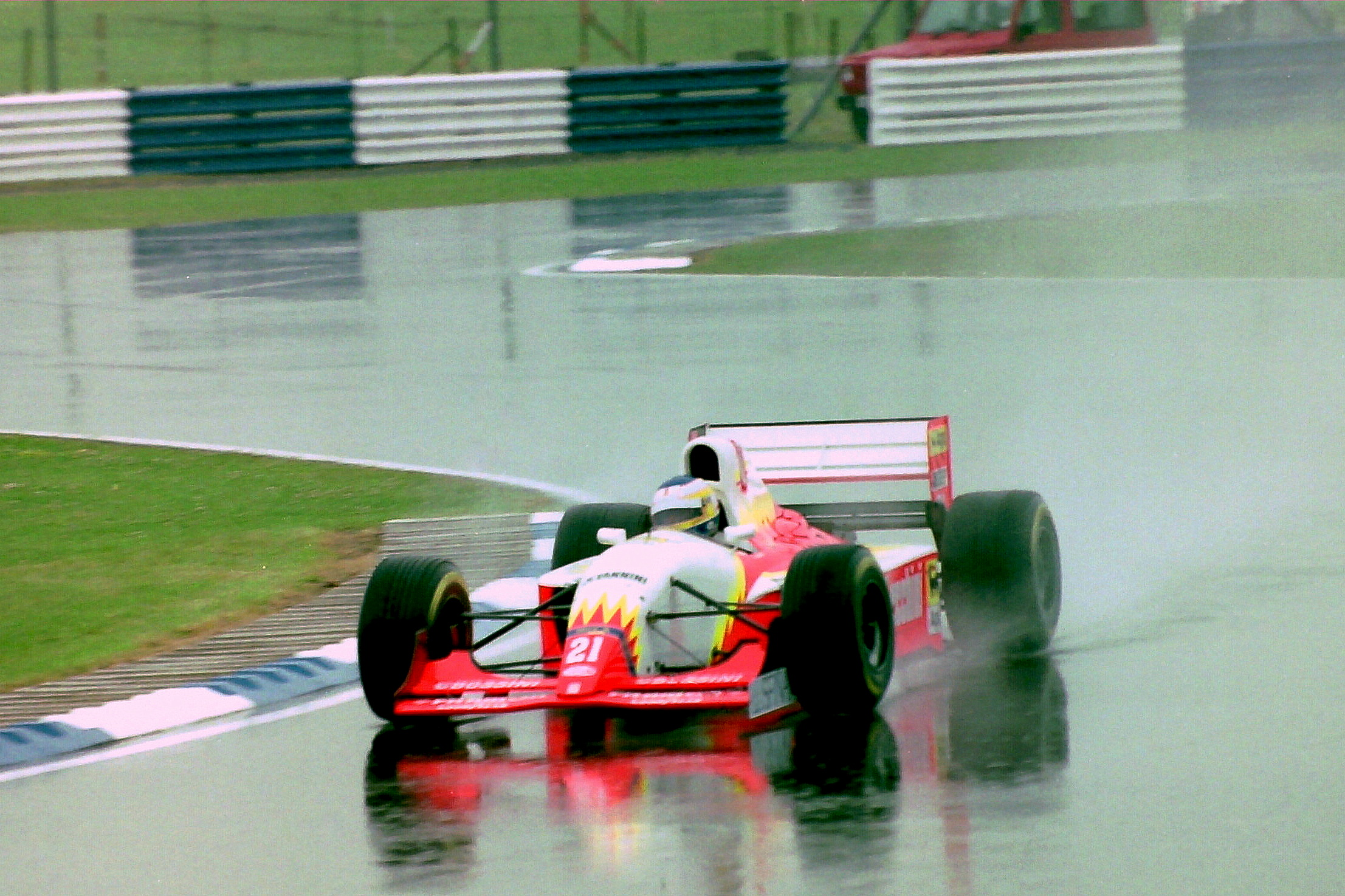
Alboreto impegnato durante le prove del Gran Premio di Gran Bretagna 1993

Durante la pausa invernale antecedente alla stagione 1993, Alboreto fu coinvolto in un grande incidente stradale lungo l'Autostrada A4, da cui uscì fortunatamente illeso nonostante la sua auto si fosse incendiata. Il giorno stesso il pilota avrebbe dovuto recarsi in Inghilterra per visionare lo sviluppo della sua monoposto. La Scuderia Italia aveva infatti interrotto la collaborazione con Dallara facendo costruire il proprio telaio dalla Lola.
Nonostante ciò, fin dalle prime gare Alboreto e Badoer, suo compagno di squadra, mostrarono notevoli ritardi a causa della mancanza di competitività del mezzo, tanto che il milanese mancò per cinque volte la qualificazione. A fine stagione non conquistò, infatti, alcun punto iridato, non riuscendo mai ad andare oltre due undicesimi posti.
1994

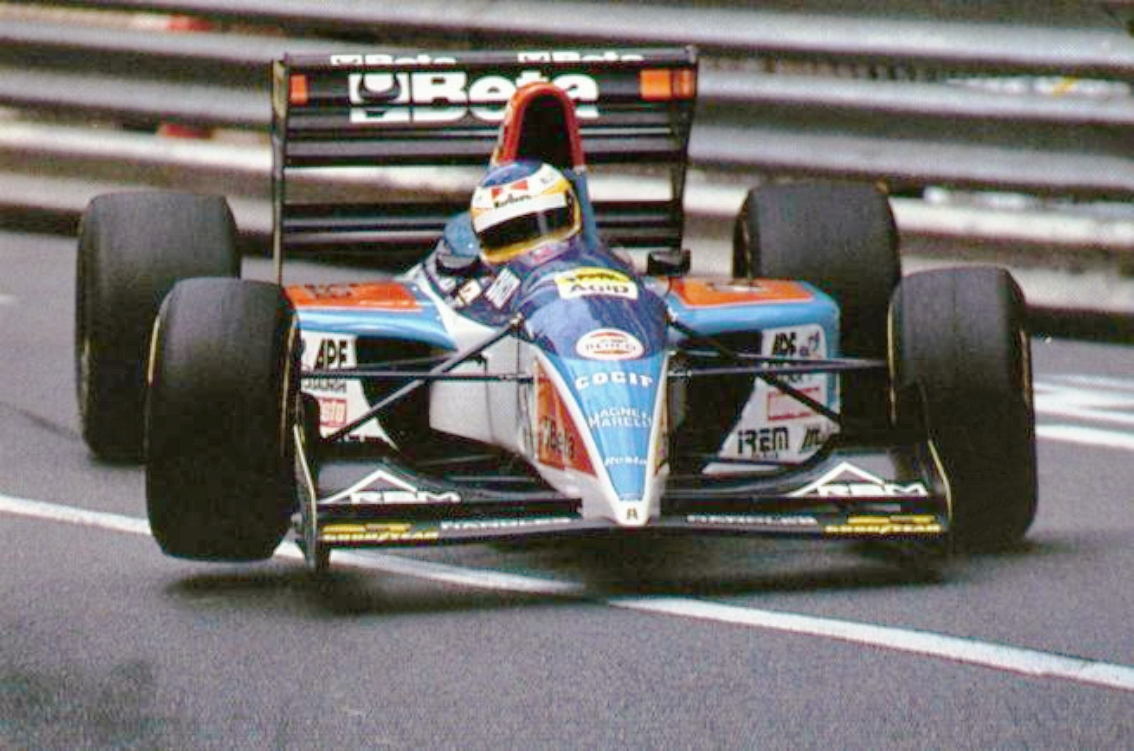
Alboreto al Gran Premio di Monaco 1994. Proprio in questa occasione conseguì il suo ultimo punto in carriera, conquistando un sesto posto

La precaria condizione economica di Minardi e Scuderia Italia spinse i due team a fondersi insieme. Gian Carlo Minardi, direttore tecnico e proprietario della squadra, offrì ad Alboreto la possibilità di continuare a correre, affiancandogli Pierluigi Martini, spinto soprattutto dalla mancanza di piloti italiani in altri scuderie, salvo Gianni Morbidelli, annunciato a marzo. Cominciò, però, la stagione con tre ritiri. A Imola, in un Gran Premio funestato dalle morti di Senna e Ratzenberger, fu anch'egli protagonista di un grave incidente: mentre usciva dai box, dopo una sosta, perse una gomma a circa 140 km/h, ferendo tre meccanici della Ferrari, uno della Lotus e uno della Benetton, che vennero poi curati in ospedale.
L'episodio portò Alboreto a protestare contro la FIA, rimasta sul momento inerme, al fine di spingerla a imporre un regolamento per limitare la velocità nella pit lane. I primi provvedimenti vennero presi già da Monaco. Contemporaneamente il milanese si adoperò, insieme ad altri colleghi, per la ricostituzione della Grand Prix Drivers' Association, sindacato dei piloti, di cui vennero eletti leader Gerhard Berger, Michael Schumacher e Christian Fittipaldi. Proprio a Monaco Alboreto conquistò il suo unico punto stagionale, frutto di un sesto posto.
Tuttavia i limiti di velocità ai box, che inizialmente erano stati fissati a 50 km/h, dopo alcune gare furono alzati, ma Alboreto continuò a rispettare la velocità dei 50 km/h come monito per la sicurezza, anche a costo di compromettere i suoi risultati di gara. Questa forma di protesta non ebbe però successo e i limiti non vennero più abbassati fino a tanto. Nel prosieguo della stagione, solo in Ungheria sfiorò un risultato utile, giungendo settimo. Volse comunque il suo impegno anche all'aumento della sicurezza sui circuiti, in particolar modo per la gara di Monza, partecipando alle riunioni del CONI e fornendo i suoi pareri.
Ad agosto decise, però, di uscire dal sindacato piloti in quanto non concordava con la posizione assunta riguardo al Gran Premio d'Italia, accusando alcuni colleghi di essere manovrati per fare sì di trasferire la corsa in un altro luogo. Risolto il problema con un compromesso tra piloti e federazione, nelle ultime gare non ottenne, comunque, risultati utili. A dicembre annunciò il ritiro dalla Formula 1 per passare al campionato tedesco DTM.

### Gli anni successivi
Terminata l'esperienza in Formula 1, nel 1995 Alboreto tornò a gareggiare nelle competizioni a ruote coperte, prendendo parte al DTM, il campionato turismo tedesco, alla guida di una vettura dell'Alfa Romeo con cui conquistò quattro punti, chiudendo il campionato ventiduesimo. Lo stesso anno partecipò anche al campionato IMSA, in cui ottenne due pole position (una alla 24 Ore di Daytona e una alla 12 Ore di Sebring). A novembre fece i primi test con una Lola di Formula Indy per verificare la possibilità di prendere effettivamente parte alla competizione nel 1996. Al suo debutto nella serie americana fece subito registrare il miglior tempo nelle prove libere, e in gara concluse al quarto posto. Contemporaneamente prese parte anche alla 24 Ore di Daytona, alla 12 Ore di Sebring, conclusa al secondo posto, e alla 24 Ore di Le Mans (in cui partì in pole position, ma fu costretto al ritiro).

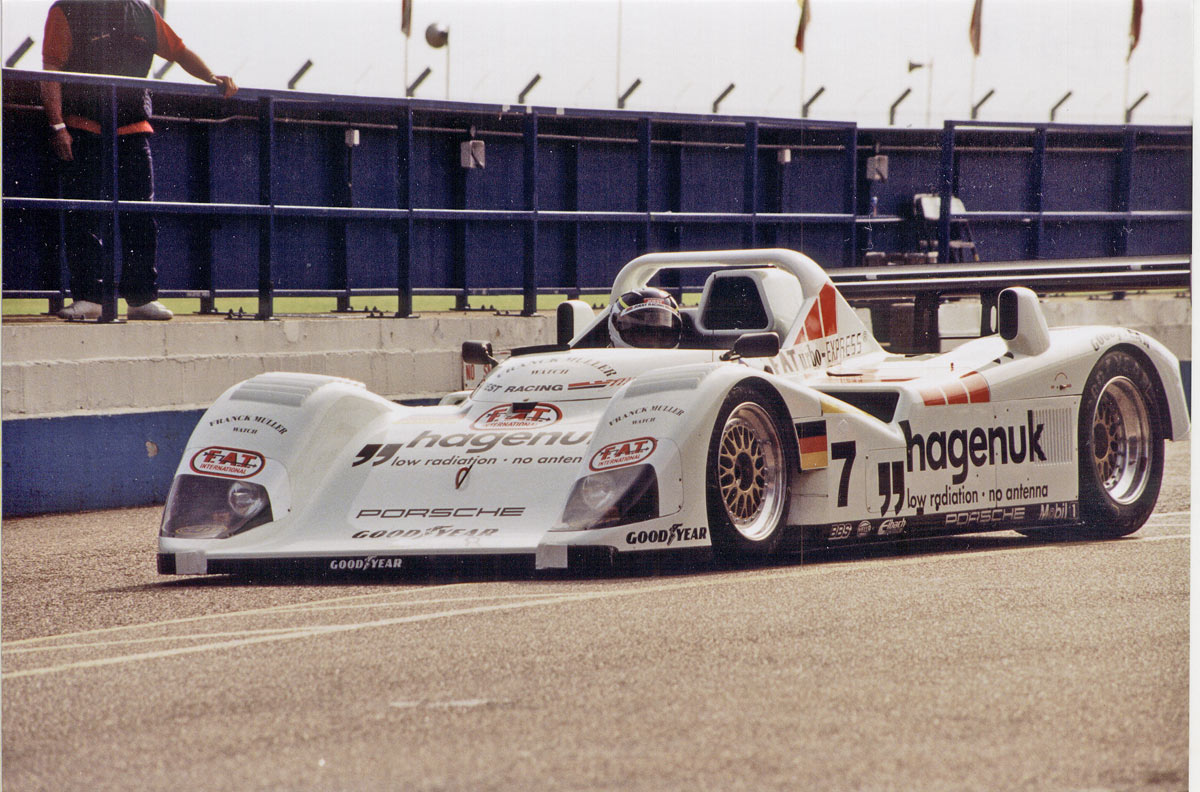
La TWR-Porsche WSC-95 con cui Alboreto vinse la 24 Ore di Le Mans 1997.

Negli anni seguenti si limitò a disputare solamente poche corse a ruote coperte, imponendosi nella 24 Ore di Le Mans 1997, suo unico impegno dell'anno, al volante di una TWR-Porsche WSC-95 del team Joest Racing, insieme a Stefan Johansson e Tom Kristensen. L'anno seguente la sua squadra corse in qualità di team ufficiale Porsche, tuttavia Alboreto fu costretto a ritirarsi alla 24 Ore di Le Mans 1998 per problemi di natura elettrica alla sua macchina. Il miglior risultato della stagione fu un secondo posto alla Petit Le Mans. Nel 1999 il team Joest per cui correva, divenne squadra ufficiale Audi Sport, schierando per conto della casa automobilistica tedesca le barchette Audi R8r. Alboreto terminò al quarto posto la 24 Ore di Le Mans 1999, mentre l'anno seguente, al volante della rinnovata R8, concluse al terzo posto finale. Sempre nel 2000 vinse la Petit Le Mans e nel 2001 ottenne la sua ultima vittoria in una competizione motoristica nella 12 Ore di Sebring, in coppia con Capello e Aiello.
In questo periodo fu anche impegnato in altre attività: commentò infatti per Radio Capital il Gran Premio del Giappone 1999 in coppia con Giovanna Amati e scrisse per riviste come F1 Racing, Auto Oggi e Quattroruote, con cui svolgeva anche il ruolo di collaudatore delle vetture. Era inoltre diventato vice presidente della CSAI e stava studiando una categoria promozionale per permettere ai giovani piloti italiani di emergere a livello internazionale, progetto che, però, dopo la sua morte non venne attuato.

### La morte

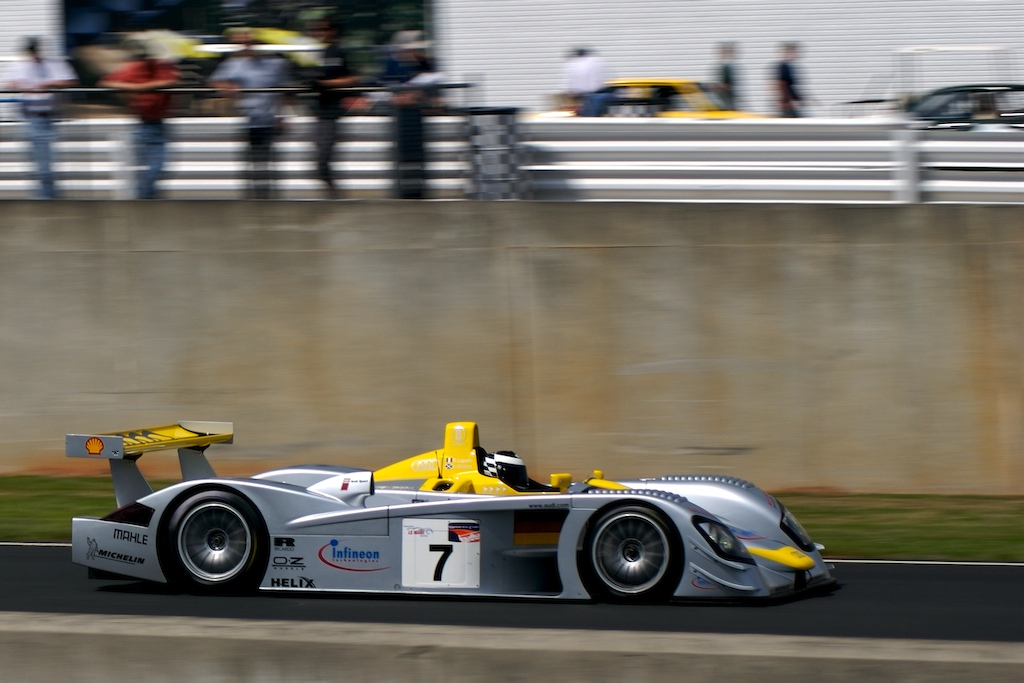
Una Audi R8 Sport del 2000, simile a quella di Alboreto quando morì.

Il 25 aprile 2001 morì in un incidente al Lausitzring, mentre effettuava i collaudi delle nuove Audi R8 Sport in preparazione della 24 Ore di Le Mans del 2001. Alboreto era alla guida lungo un rettilineo, quando la sua auto uscì di strada, colpì una recinzione sulla destra e si capovolse dopo un volo di un centinaio di metri. Secondo l'inchiesta il pilota italiano morì sul colpo e l'incidente fu dovuto alla foratura dello pneumatico posteriore sinistro con perdita graduale di pressione fino al cedimento; l'Audi comunicò agli investigatori che il prototipo (distrutto nell'impatto) aveva già completato migliaia di chilometri su molti circuiti, preparandosi per la stagione 2001, senza problemi. Gli investigatori supposero che né il pilota né il circuito fossero responsabili. Il manager del Lausitzring, Hans-Jorg Fischer, comunicò che le ambulanze del tracciato impiegarono solo due minuti per giungere sull'incidente; un elicottero arrivò tre minuti più tardi, ma i medici dichiararono che non avrebbero potuto far nulla.
I funerali si svolsero dopo tre giorni a Basiglio alla presenza di circa 1 500 persone, tra cui diversi ex piloti. La salma fu poi cremata presso il cimitero di Lambrate; le ceneri sono state ritirate e conservate privatamente dalla famiglia.

## Risultati

### Campionato mondiale di Formula 1
| 1981 | Scuderia | Vettura   |  |  |  |     |    |     |    |    |     |    |     |   |     |    |    |  |  | Punti | Pos. |
| ---- | -------- | --------- |  |  |  | --- | -- | --- | -- | -- | --- | -- | --- | - | --- | -- | -- |  |  | ----- | ---- |
| 1981 | Tyrrell  | 010 e 011 |  |  |  | Rit | 12 | Rit | NQ | 16 | Rit | NQ | Rit | 9 | Rit | 11 | 13 |  |  | 0     |      |

| 1982 | Scuderia | Vettura |   |   |   |   |     |    |     |     |   |    |   |   |     |   |   |   |  | Punti | Pos. |
| ---- | -------- | ------- | - | - | - | - | --- | -- | --- | --- | - | -- | - | - | --- | - | - | - |  | ----- | ---- |
| 1982 | Tyrrell  | 011     | 7 | 4 | 4 | 3 | Rit | 10 | Rit | Rit | 7 | NC | 6 | 4 | Rit | 7 | 5 | 1 |  | 25    | 8º   |

| 1983 | Scuderia | Vettura   |     |   |   |     |     |    |   |   |    |     |     |   |     |     |     |  |  | Punti | Pos. |
| ---- | -------- | --------- | --- | - | - | --- | --- | -- | - | - | -- | --- | --- | - | --- | --- | --- |  |  | ----- | ---- |
| 1983 | Tyrrell  | 011 e 012 | Rit | 9 | 8 | Rit | Rit | 14 | 1 | 8 | 13 | Rit | Rit | 6 | Rit | Rit | Rit |  |  | 10    | 12º  |

| 1984 | Scuderia | Vettura |     |    |   |     |     |   |     |     |     |   |     |   |     |   |   |   |  | Punti | Pos. |
| ---- | -------- | ------- | --- | -- | - | --- | --- | - | --- | --- | --- | - | --- | - | --- | - | - | - |  | ----- | ---- |
| 1984 | Ferrari  | 126 C4  | Rit | 11 | 1 | Rit | Rit | 6 | Rit | Rit | Rit | 5 | Rit | 3 | Rit | 2 | 2 | 4 |  | 30,5  | 4º   |

| 1985 | Scuderia | Vettura |   |   |     |   |   |   |     |   |   |   |   |    |     |     |     |     |  | Punti | Pos. |
| ---- | -------- | ------- | - | - | --- | - | - | - | --- | - | - | - | - | -- | --- | --- | --- | --- |  | ----- | ---- |
| 1985 | Ferrari  | 156-85  | 2 | 2 | Rit | 2 | 1 | 3 | Rit | 2 | 1 | 3 | 4 | 13 | Rit | Rit | Rit | Rit |  | 53    | 2º   |

| 1986 | Scuderia | Vettura |     |     |    |     |   |   |   |   |     |     |     |   |     |   |     |     |  | Punti | Pos. |
| ---- | -------- | ------- | --- | --- | -- | --- | - | - | - | - | --- | --- | --- | - | --- | - | --- | --- |  | ----- | ---- |
| 1986 | Ferrari  | F1-86   | Rit | Rit | 10 | Rit | 4 | 8 | 4 | 8 | Rit | Rit | Rit | 2 | Rit | 5 | Rit | Rit |  | 14    | 9º   |

| 1987 | Scuderia | Vettura |   |   |     |   |     |     |     |     |     |     |     |     |    |     |   |   |  | Punti | Pos. |
| ---- | -------- | ------- | - | - | --- | - | --- | --- | --- | --- | --- | --- | --- | --- | -- | --- | - | - |  | ----- | ---- |
| 1987 | Ferrari  | F1-87   | 8 | 3 | Rit | 3 | Rit | Rit | Rit | Rit | Rit | Rit | Rit | Rit | 15 | Rit | 4 | 2 |  | 17    | 7º   |

| 1988 | Scuderia | Vettura   |   |    |   |   |     |     |   |    |   |     |     |   |   |     |    |     |  | Punti | Pos. |
| ---- | -------- | --------- | - | -- | - | - | --- | --- | - | -- | - | --- | --- | - | - | --- | -- | --- |  | ----- | ---- |
| 1988 | Ferrari  | F1-87/88C | 5 | 18 | 3 | 4 | Rit | Rit | 3 | 17 | 4 | Rit | Rit | 2 | 5 | Rit | 11 | Rit |  | 24    | 5º   |

| 1989 | Scuderia          | Vettura         |    |    |   |   |     |     |  |  |     |     |     |     |    |     |    |     |  | Punti | Pos. |
| ---- | ----------------- | --------------- | -- | -- | - | - | --- | --- |  |  | --- | --- | --- | --- | -- | --- | -- | --- |  | ----- | ---- |
| 1989 | Tyrrell Larrousse | 017B e 018 LC89 | 10 | NQ | 5 | 3 | Rit | Rit |  |  | Rit | Rit | Rit | Rit | 11 | NPQ | NQ | NPQ |  | 6     | 11º  |

| 1990 | Scuderia | Vettura |    |     |    |    |     |    |    |     |     |    |    |    |   |    |     |    |  | Punti | Pos. |
| ---- | -------- | ------- | -- | --- | -- | -- | --- | -- | -- | --- | --- | -- | -- | -- | - | -- | --- | -- |  | ----- | ---- |
| 1990 | Arrows   | A11B    | 10 | Rit | NQ | NQ | Rit | 17 | 10 | Rit | Rit | 12 | 13 | 12 | 9 | 10 | Rit | NQ |  | 0     |      |

| 1991 | Scuderia | Vettura     |     |    |    |     |     |     |     |     |    |    |     |    |    |     |    |    |  | Punti | Pos. |
| ---- | -------- | ----------- | --- | -- | -- | --- | --- | --- | --- | --- | -- | -- | --- | -- | -- | --- | -- | -- |  | ----- | ---- |
| 1991 | Footwork | A11C e FA12 | Rit | NQ | NQ | Rit | Rit | Rit | Rit | Rit | NQ | NQ | NPQ | NQ | 15 | Rit | NQ | 13 |  | 0     |      |

| 1992 | Scuderia | Vettura |    |    |   |   |   |   |   |   |   |   |   |     |   |   |    |     |  | Punti | Pos. |
| ---- | -------- | ------- | -- | -- | - | - | - | - | - | - | - | - | - | --- | - | - | -- | --- |  | ----- | ---- |
| 1992 | Footwork | FA13    | 10 | 13 | 6 | 5 | 5 | 7 | 7 | 7 | 7 | 9 | 7 | Rit | 7 | 6 | 15 | Rit |  | 6     | 10º  |

| 1993 | Scuderia        | Vettura     |     |    |    |    |    |     |    |    |    |    |     |    |     |     |  |  |  | Punti | Pos. |
| ---- | --------------- | ----------- | --- | -- | -- | -- | -- | --- | -- | -- | -- | -- | --- | -- | --- | --- |  |  |  | ----- | ---- |
| 1993 | Scuderia Italia | Lola T93/30 | Rit | 11 | 11 | NQ | NQ | Rit | NQ | NQ | NQ | 16 | Rit | 14 | Rit | Rit |  |  |  | 0     |      |

| 1994 | Scuderia | Vettura      |     |     |     |   |     |    |     |     |     |   |   |     |    |    |     |     |  | Punti | Pos. |
| ---- | -------- | ------------ | --- | --- | --- | - | --- | -- | --- | --- | --- | - | - | --- | -- | -- | --- | --- |  | ----- | ---- |
| 1994 | Minardi  | M193B e M194 | Rit | Rit | Rit | 6 | Rit | 11 | Rit | Rit | Rit | 7 | 9 | Rit | 13 | 14 | Rit | Rit |  | 1     | 24º  |

| Legenda | 1º posto     | 2º posto | 3º posto    | A punti         | Senza punti/Non class.  | Grassetto – Pole position Corsivo – Giro più veloce |
| Legenda | Squalificato | Ritirato | Non partito | Non qualificato | Solo prove/Terzo pilota | Grassetto – Pole position Corsivo – Giro più veloce |

### Riepilogo della carriera
| Stagione | Serie                              | Team                              | Gare | Pole position | Vittorie | Punti | Posizione |
| -------- | ---------------------------------- | --------------------------------- | ---- | ------------- | -------- | ----- | --------- |
| 1979     | Campionato europeo di Formula 3    | Euroracing                        | 6    | 2             | 0        | 19    | 6º        |
| 1979     | Campionato italiano di Formula 3   | Euroracing                        | 15   | 4             | 3        | 47    | 2º        |
| 1980     | Campionato europeo di Formula 3    | Euroracing                        | 14   | 3             | 4        | 60    | 1º        |
| 1980     | Campionato italiano di Formula 3   | Euroracing                        | 5    | 1             | 1        | 25    | 3º        |
| 1980     | Campionato inglese di Formula 3    | Euroracing                        | 1    | 0             | 0        | 4     | 13º       |
| 1980     | Campionato mondiale sportprototipi | Lancia Corse                      | 4    | 0             | 0        | NA    | NA        |
| 1981     | Formula 1                          | Tyrrell                           | 12   | 0             | 0        | 0     | 27º       |
| 1981     | Campionato europeo di Formula 2    | Minardi                           | 11   | 1             | 1        | 13    | 8º        |
| 1981     | Campionato mondiale Endurance      | Martini Racing                    | 4    | 0             | 1        | 37    | 57º       |
| 1982     | Formula 1                          | Tyrrell                           | 16   | 0             | 1        | 25    | 7º        |
| 1982     | Campionato mondiale Endurance      | Martini Racing                    | 8    | 2             | 3        | 63    | 5º        |
| 1983     | Formula 1                          | Tyrrell                           | 15   | 0             | 1        | 10    | 12º       |
| 1983     | Campionato mondiale Endurance      | Martini Racing                    | 5    | 0             | 0        | 2     | 85º       |
| 1983     | Campionato europeo Endurance       | Martini Racing                    | 6    | 0             | 0        | 12    | 28º       |
| 1984     | Formula 1                          | Ferrari                           | 16   | 1             | 1        | 30.5  | 4º        |
| 1985     | Formula 1                          | Ferrari                           | 16   | 1             | 2        | 53    | 2º        |
| 1986     | Formula 1                          | Ferrari                           | 16   | 0             | 0        | 14    | 8º        |
| 1987     | Formula 1                          | Ferrari                           | 16   | 0             | 0        | 17    | 7º        |
| 1988     | Formula 1                          | Ferrari                           | 16   | 0             | 0        | 24    | 5º        |
| 1989     | Formula 1                          | Tyrrell                           | 6    | 0             | 0        | 6     | 13º       |
| 1989     | Formula 1                          | Larrousse                         | 8    | 0             | 0        | 0     | 13º       |
| 1990     | Formula 1                          | Arrows                            | 16   | 0             | 0        | 0     | 24º       |
| 1991     | Formula 1                          | Footwork                          | 16   | 0             | 0        | 0     | 35º       |
| 1992     | Formula 1                          | Footwork                          | 16   | 0             | 0        | 6     | 10º       |
| 1993     | Formula 1                          | Scuderia Italia                   | 14   | 0             | 0        | 0     | 29º       |
| 1994     | Formula 1                          | Minardi                           | 16   | 0             | 0        | 1     | 24º       |
| 1995     | Campionato Internazionale Turismo  | Alfa Corse                        | 7    | 0             | 0        | 0     | NC        |
| 1995     | DTM                                | Alfa Corse                        | 13   | 0             | 0        | 4     | 22º       |
| 1995     | IMSA WSC                           | Scandia Motorsort                 | 3    | 2             | 0        | 49    | 27º       |
| 1996     | IndyCar Series                     | Team Scandia                      | 3    | 0             | 0        | 189   | 11º       |
| 1996     | 12 Ore di Sebring                  | Team Scandia                      | 1    | 0             | 0        | N/A   | 2º        |
| 1996     | 24 Ore di Le Mans                  | Joest Racing (LMP1)               | 1    | 0             | 0        | N/A   | NC        |
| 1997     | Indy Racing League                 | Team Scandia                      | 2    | 0             | 0        | 62    | 32º       |
| 1997     | 24 Ore di Le Mans                  | Joest Racing (LMP1)               | 1    | 1             | 1        | N/A   | 1º        |
| 1998     | 24 Ore di Le Mans                  | Porsche AG/Joest Racing (LMP1)    | 1    | 0             | 0        | N/A   | NC        |
| 1998     | Petit Le Mans                      | Porsche AG/Joest Racing (LMP1)    | 1    | 0             | 0        | N/A   | 2º        |
| 1999     | 12 Ore di Sebring                  | Audi Sport Team Joest (LMP)       | 1    | 0             | 0        | N/A   | 3º        |
| 1999     | 24 Ore di Le Mans                  | Audi Sport Team Joest (LMP)       | 1    | 0             | 0        | N/A   | 4º        |
| 2000     | 12 Ore di Sebring                  | Audi Sporth Noth America (LMP)    | 1    | 0             | 0        | N/A   | 2º        |
| 2000     | 24 Ore di Le Mans                  | Audi Sport Team Joest (LMP900)    | 1    | 0             | 0        | N/A   | 3º        |
| 2000     | Petit Le Mans                      | Audi Sport North America          | 1    | 0             | 0        | N/A   | 1º        |
| 2001     | 12 Ore di Sebring                  | Audi Sport North America (LMP900) | 1    | 0             | 1        | N/A   | 1º        |

### Palmarès
- Campionato europeo di Formula 3 (1980)
- Campionato italiano assoluto di velocità (1982, 1985, 1987 e 1988)
- Gran Premio del Belgio (1984)
- Gran Premio del Canada (1985)
- Gran Premio di Germania (1985)
- Gran Premio di Las Vegas (1982)
- Gran Premio degli Stati Uniti d'America-Est (1983)
- 24 Ore di Le Mans (1997)

## Vita privata
Alboreto era sposato con Nadia Astorri, dalla quale aveva avuto due figlie: Alice e Noemi. Persona riservata, aveva la stima di molti colleghi e intratteneva rapporti di amicizia soprattutto con Riccardo Patrese, Alessandro Nannini e Thierry Boutsen, con cui era solito frequentarsi a Monte Carlo, dove risiedeva, e anche con Ayrton Senna, Alain Prost e Gerhard Berger. Aveva anche un fratello, Ermanno, e una sorella, Laura. Sua cugina, Maria Teresa Selo, era sposata con l'attore Massimo Boldi.
Alboreto aveva vari interessi. Amante della musica, in particolare del blues, suonava il basso e, quando possibile, si intratteneva nei box a parlare con George Harrison. Seguiva poi diversi altri sport oltre alla Formula 1, tra cui lo sci, che praticava con i colleghi durante l'inverno, e il calcio; per un breve periodo fece infatti parte del consiglio di amministrazione del Torino. Era stato tifoso di Ronnie Peterson, a cui aveva deciso di dedicare il suo casco una volta pilota, riprendendo i colori della bandiera svedese. Coltivava inoltre le sue passioni per l'astronomia e per i libri di fantascienza.

### Cultura di massa
Alboreto è stato citato, direttamente o indirettamente, in film e fumetti, soprattutto negli anni ottanta. Apparve inoltre su Topolino sotto il nome di Alberetto e su Michel Vaillant nell'episodio Le défi des remparts. Nello stesso periodo fece da spalla a Ezio Zermiani nella conduzione del programma televisivo Rosso 27, in onda su Rai 2. Nel 1988 partecipò anche a Quark in pillole di Piero Angela per sostenere il rispetto delle regole del codice della strada.
Nel film Vacanze di Natale del 1983, è rimasta famosa la battuta dell'attore Guido Nicheli che per vantarsi delle sue capacità di guida esclama: "Alboreto is nothing!" .

## Riconoscimenti
Già dal 2002 il comune di Rozzano, dove Alboreto trascorse l'adolescenza, aveva in progetto di rendergli omaggio con un monumento. A seguito di un concorso in cui vennero presentati più di settanta bozzetti, che vennero analizzati da una giuria di esperti, nel maggio del 2004 venne eretta una statua nel giardino del centro culturale Cascina Grande. Lo stesso anno gli venne dedicato il Trofeo Michele Alboreto. Sempre il comune di Rozzano, nel dicembre 2006, gli intitolò una piazza. Infine, le Poste italiane crearono nel 2009, in occasione della Giornata dello Sport, un francobollo commemorativo a lui dedicato, emesso in 3 000 000 di esemplari. Il 29 agosto 2021, l'Autodromo nazionale di Monza gli intitola la famosa curva Parabolica, l'ultima del circuito.